# Comunele Italiei (P)
Această pagină conține lista comunelor din Italia a căror nume începe cu litera P. 
Pentru fiecare comună este indicată provincia și regiunea de care aparține.
| Comună                              | Provincia            | Regiune               |
| ----------------------------------- | -------------------- | --------------------- |
| Pabillonis 4879                     | Medio Campidano      | Sardinia              |
| Pace del Mela 4880                  | Messina              | Sicilia               |
| Paceco                              | Trapani              | Sicilia               |
| Pacentro                            | L'Aquila             | Abruzzo               |
| Pachino                             | Siracusa             | Sicilia               |
| Paciano                             | Perugia              | Umbria                |
| Padenghe sul Garda                  | Brescia              | Lombardia             |
| Padergnone                          | Trento               | Trentino-Alto Adige   |
| Paderna                             | Alessandria          | Piemont               |
| Paderno d'Adda                      | Lecco                | Lombardia             |
| Paderno del Grappa                  | Treviso              | Veneto                |
| Paderno Dugnano 4890                | Milano               | Lombardia             |
| Paderno Franciacorta                | Brescia              | Lombardia             |
| Paderno Ponchielli                  | Cremona              | Lombardia             |
| Padova                              | Padova               | Veneto                |
| Padria                              | Sassari              | Sardinia              |
| Padru                               | Sassari              | Sardinia              |
| Padula                              | Salerno              | Campania              |
| Paduli                              | Benevento            | Campania              |
| Paesana                             | Cuneo                | Piemont               |
| Paese                               | Treviso              | Veneto                |
| Pagani 4900                         | Salerno              | Campania              |
| Paganico Sabino                     | Rieti                | Lazio                 |
| Pagazzano                           | Bergamo              | Lombardia             |
| Pagliara                            | Messina              | Sicilia               |
| Paglieta                            | Chieti               | Abruzzo               |
| Pagnacco                            | Udine                | Friuli-Veneția Giulia |
| Pagno                               | Cuneo                | Piemont               |
| Pagnona                             | Lecco                | Lombardia             |
| Pago del Vallo di Lauro             | Avellino             | Campania              |
| Pago Veiano                         | Benevento            | Campania              |
| Paisco Loveno 4910                  | Brescia              | Lombardia             |
| Paitone                             | Brescia              | Lombardia             |
| Paladina                            | Bergamo              | Lombardia             |
| Palagano                            | Modena               | Emilia-Romagna        |
| Palagianello                        | Taranto              | Puglia                |
| Palagiano                           | Taranto              | Puglia                |
| Palagonia                           | Catania              | Sicilia               |
| Palaia                              | Pisa                 | Toscana               |
| Palanzano                           | Parma                | Emilia-Romagna        |
| Palata                              | Campobasso           | Molise                |
| Palau 4920                          | Sassari              | Sardinia              |
| Palazzago                           | Bergamo              | Lombardia             |
| Palazzo Adriano                     | Palermo              | Sicilia               |
| Palazzo Canavese                    | Torino               | Piemont               |
| Palazzo Pignano                     | Cremona              | Lombardia             |
| Palazzo San Gervasio                | Potenza              | Basilicata            |
| Palazzolo Acreide                   | Siracusa             | Sicilia               |
| Palazzolo dello Stella              | Udine                | Friuli-Veneția Giulia |
| Palazzolo sull'Oglio                | Brescia              | Lombardia             |
| Palazzolo Vercellese                | Vercelli             | Piemont               |
| Palazzuolo sul Senio 4930           | Florența             | Toscana               |
| Palena                              | Chieti               | Abruzzo               |
| Palermiti                           | Catanzaro            | Calabria              |
| Palermo                             | Palermo              | Sicilia               |
| Palestrina                          | Roma                 | Lazio                 |
| Palestro                            | Pavia                | Lombardia             |
| Paliano                             | Frosinone            | Lazio                 |
| Palizzi                             | Reggio Calabria      | Calabria              |
| Pallagorio                          | Crotone              | Calabria              |
| Pallanzeno                          | Verbano-Cusio-Ossola | Piemont               |
| Pallare 4940                        | Savona               | Liguria               |
| Palma Campania                      | Napoli               | Campania              |
| Palma di Montechiaro                | Agrigento            | Sicilia               |
| Palmanova                           | Udine                | Friuli-Veneția Giulia |
| Palmariggi                          | Lecce                | Puglia                |
| Palmas Arborea                      | Oristano             | Sardinia              |
| Palmi                               | Reggio Calabria      | Calabria              |
| Palmiano                            | Ascoli Piceno        | Marche                |
| Palmoli                             | Chieti               | Abruzzo               |
| Palo del Colle                      | Bari                 | Puglia                |
| Palombara Sabina 4950               | Roma                 | Lazio                 |
| Palombaro                           | Chieti               | Abruzzo               |
| Palomonte                           | Salerno              | Campania              |
| Palosco                             | Bergamo              | Lombardia             |
| Palù                                | Verona               | Veneto                |
| Palù del Fersina                    | Trento               | Trentino-Alto Adige   |
| Paludi                              | Cosenza              | Calabria              |
| Paluzza                             | Udine                | Friuli-Veneția Giulia |
| Pamparato                           | Cuneo                | Piemont               |
| Pancalieri                          | Torino               | Piemont               |
| Pancarana 4960                      | Pavia                | Lombardia             |
| Panchià                             | Trento               | Trentino-Alto Adige   |
| Pandino                             | Cremona              | Lombardia             |
| Panettieri                          | Cosenza              | Calabria              |
| Panicale                            | Perugia              | Umbria                |
| Pannarano                           | Benevento            | Campania              |
| Panni                               | Foggia               | Puglia                |
| Pantelleria                         | Trapani              | Sicilia               |
| Pantigliate                         | Milano               | Lombardia             |
| Paola                               | Cosenza              | Calabria              |
| Paolisi 4970                        | Benevento            | Campania              |
| Papasidero                          | Cosenza              | Calabria              |
| Papozze                             | Rovigo               | Veneto                |
| Parabiago                           | Milano               | Lombardia             |
| Parabita                            | Lecce                | Puglia                |
| Paratico                            | Brescia              | Lombardia             |
| Parcines                            | Bolzano              | Trentino-Alto Adige   |
| Parè                                | Como                 | Lombardia             |
| Parella                             | Torino               | Piemont               |
| Parenti                             | Cosenza              | Calabria              |
| Parete 4980                         | Caserta              | Campania              |
| Pareto                              | Alessandria          | Piemont               |
| Parghelia                           | Vibo Valentia        | Calabria              |
| Parlasco                            | Lecco                | Lombardia             |
| Parma                               | Parma                | Emilia-Romagna        |
| Parodi Ligure                       | Alessandria          | Piemont               |
| Paroldo                             | Cuneo                | Piemont               |
| Parolise                            | Avellino             | Campania              |
| Parona                              | Pavia                | Lombardia             |
| Parrano                             | Terni                | Umbria                |
| Parre 4990                          | Bergamo              | Lombardia             |
| Partanna                            | Trapani              | Sicilia               |
| Partinico                           | Palermo              | Sicilia               |
| Paruzzaro                           | Novara               | Piemont               |
| Parzanica                           | Bergamo              | Lombardia             |
| Pasian di Prato                     | Udine                | Friuli-Veneția Giulia |
| Pasiano di Pordenone                | Pordenone            | Friuli-Veneția Giulia |
| Paspardo                            | Brescia              | Lombardia             |
| Passerano Marmorito                 | Asti                 | Piemont               |
| Passignano sul Trasimeno            | Perugia              | Umbria                |
| Passirano 5000                      | Brescia              | Lombardia             |
| Pastena                             | Frosinone            | Lazio                 |
| Pastorano                           | Caserta              | Campania              |
| Pastrengo                           | Verona               | Veneto                |
| Pasturana                           | Alessandria          | Piemont               |
| Pasturo                             | Lecco                | Lombardia             |
| Paternò                             | Catania              | Sicilia               |
| Paterno                             | Potenza              | Basilicata            |
| Paterno Calabro                     | Cosenza              | Calabria              |
| Paternopoli                         | Avellino             | Campania              |
| Patrica 5010                        | Frosinone            | Lazio                 |
| Pattada                             | Sassari              | Sardinia              |
| Patti                               | Messina              | Sicilia               |
| Patù                                | Lecce                | Puglia                |
| Pau                                 | Oristano             | Sardinia              |
| Paularo                             | Udine                | Friuli-Veneția Giulia |
| Pauli Arbarei                       | Medio Campidano      | Sardinia              |
| Paulilatino                         | Oristano             | Sardinia              |
| Paullo                              | Milano               | Lombardia             |
| Paupisi                             | Benevento            | Campania              |
| Pavarolo 5020                       | Torino               | Piemont               |
| Pavia                               | Pavia                | Lombardia             |
| Pavia di Udine                      | Udine                | Friuli-Veneția Giulia |
| Pavone Canavese                     | Torino               | Piemont               |
| Pavone del Mella                    | Brescia              | Lombardia             |
| Pavullo nel Frignano                | Modena               | Emilia-Romagna        |
| Pazzano                             | Reggio Calabria      | Calabria              |
| Peccioli                            | Pisa                 | Toscana               |
| Pecco                               | Torino               | Piemont               |
| Pecetto di Valenza                  | Alessandria          | Piemont               |
| Pecetto Torinese 5030               | Torino               | Piemont               |
| Pecorara                            | Piacenza             | Emilia-Romagna        |
| Pedace                              | Cosenza              | Calabria              |
| Pedara                              | Catania              | Sicilia               |
| Pedaso                              | Fermo                | Marche                |
| Pedavena                            | Belluno              | Veneto                |
| Pedemonte                           | Vicenza              | Veneto                |
| Pederobba                           | Treviso              | Veneto                |
| Pedesina                            | Sondrio              | Lombardia             |
| Pedivigliano                        | Cosenza              | Calabria              |
| Pedrengo 5040                       | Bergamo              | Lombardia             |
| Peglio                              | Como                 | Lombardia             |
| Peglio                              | Pesaro e Urbino      | Marche                |
| Pegognaga                           | Mantova              | Lombardia             |
| Peia                                | Bergamo              | Lombardia             |
| Peio                                | Trento               | Trentino-Alto Adige   |
| Pelago                              | Florența             | Toscana               |
| Pella                               | Novara               | Piemont               |
| Pellegrino Parmense                 | Parma                | Emilia-Romagna        |
| Pellezzano                          | Salerno              | Campania              |
| Pellio Intelvi 5050                 | Como                 | Lombardia             |
| Pellizzano                          | Trento               | Trentino-Alto Adige   |
| Pelugo                              | Trento               | Trentino-Alto Adige   |
| Penango                             | Asti                 | Piemont               |
| Penna in Teverina                   | Terni                | Umbria                |
| Penna San Giovanni                  | Macerata             | Marche                |
| Penna Sant'Andrea                   | Teramo               | Abruzzo               |
| Pennabilli                          | Rimini               | Emilia-Romagna        |
| Pennadomo                           | Chieti               | Abruzzo               |
| Pennapiedimonte                     | Chieti               | Abruzzo               |
| Penne 5060                          | Pescara              | Abruzzo               |
| Pentone                             | Catanzaro            | Calabria              |
| Perano                              | Chieti               | Abruzzo               |
| Perarolo di Cadore                  | Belluno              | Veneto                |
| Perca                               | Bolzano              | Trentino-Alto Adige   |
| Percile                             | Roma                 | Lazio                 |
| Perdasdefogu                        | Ogliastra            | Sardinia              |
| Perdaxius                           | Carbonia-Iglesias    | Sardinia              |
| Perdifumo                           | Salerno              | Campania              |
| Pereto 5070                         | L'Aquila             | Abruzzo               |
| Perfugas                            | Sassari              | Sardinia              |
| Pergine Valdarno                    | Arezzo               | Toscana               |
| Pergine Valsugana                   | Trento               | Trentino-Alto Adige   |
| Pergola                             | Pesaro e Urbino      | Marche                |
| Perinaldo                           | Imperia              | Liguria               |
| Perito                              | Salerno              | Campania              |
| Perledo                             | Lecco                | Lombardia             |
| Perletto                            | Cuneo                | Piemont               |
| Perlo                               | Cuneo                | Piemont               |
| Perloz 5080                         | Aosta                | Valle d'Aosta         |
| Pernumia                            | Padova               | Veneto                |
| Pero                                | Milano               | Lombardia             |
| Perosa Argentina                    | Torino               | Piemont               |
| Perosa Canavese                     | Torino               | Piemont               |
| Perrero                             | Torino               | Piemont               |
| Persico Dosimo                      | Cremona              | Lombardia             |
| Pertengo                            | Vercelli             | Piemont               |
| Pertica Alta                        | Brescia              | Lombardia             |
| Pertica Bassa                       | Brescia              | Lombardia             |
| Pertosa 5090                        | Salerno              | Campania              |
| Pertusio                            | Torino               | Piemont               |
| Perugia                             | Perugia              | Umbria                |
| Pesaro                              | Pesaro e Urbino      | Marche                |
| Pescaglia                           | Lucca                | Toscana               |
| Pescantina                          | Verona               | Veneto                |
| Pescara                             | Pescara              | Abruzzo               |
| Pescarolo ed Uniti                  | Cremona              | Lombardia             |
| Pescasseroli                        | L'Aquila             | Abruzzo               |
| Pescate                             | Lecco                | Lombardia             |
| Pesche 5100                         | Isernia              | Molise                |
| Peschici                            | Foggia               | Puglia                |
| Peschiera Borromeo                  | Milano               | Lombardia             |
| Peschiera del Garda                 | Verona               | Veneto                |
| Pescia                              | Pistoia              | Toscana               |
| Pescina                             | L'Aquila             | Abruzzo               |
| Pesco Sannita                       | Benevento            | Campania              |
| Pescocostanzo                       | L'Aquila             | Abruzzo               |
| Pescolanciano                       | Isernia              | Molise                |
| Pescopagano                         | Potenza              | Basilicata            |
| Pescopennataro 5110                 | Isernia              | Molise                |
| Pescorocchiano                      | Rieti                | Lazio                 |
| Pescosansonesco                     | Pescara              | Abruzzo               |
| Pescosolido                         | Frosinone            | Lazio                 |
| Pessano con Bornago                 | Milano               | Lombardia             |
| Pessina Cremonese                   | Cremona              | Lombardia             |
| Pessinetto                          | Torino               | Piemont               |
| Petacciato                          | Campobasso           | Molise                |
| Petilia Policastro                  | Crotone              | Calabria              |
| Petina                              | Salerno              | Campania              |
| Petralia Soprana 5120               | Palermo              | Sicilia               |
| Petralia Sottana                    | Palermo              | Sicilia               |
| Petrella Salto                      | Rieti                | Lazio                 |
| Petrella Tifernina                  | Campobasso           | Molise                |
| Petriano                            | Pesaro e Urbino      | Marche                |
| Petriolo                            | Macerata             | Marche                |
| Petritoli                           | Fermo                | Marche                |
| Petrizzi                            | Catanzaro            | Calabria              |
| Petronà                             | Catanzaro            | Calabria              |
| Petrosino                           | Trapani              | Sicilia               |
| Petruro Irpino 5130                 | Avellino             | Campania              |
| Pettenasco                          | Novara               | Piemont               |
| Pettinengo                          | Biella               | Piemont               |
| Pettineo                            | Messina              | Sicilia               |
| Pettoranello del Molise             | Isernia              | Molise                |
| Pettorano sul Gizio                 | L'Aquila             | Abruzzo               |
| Pettorazza Grimani                  | Rovigo               | Veneto                |
| Peveragno                           | Cuneo                | Piemont               |
| Pezzana                             | Vercelli             | Piemont               |
| Pezzaze                             | Brescia              | Lombardia             |
| Pezzolo Valle Uzzone 5140           | Cuneo                | Piemont               |
| Piacenza                            | Piacenza             | Emilia-Romagna        |
| Piacenza d'Adige                    | Padova               | Veneto                |
| Piadena                             | Cremona              | Lombardia             |
| Piagge                              | Pesaro e Urbino      | Marche                |
| Piaggine                            | Salerno              | Campania              |
| Pian Camuno                         | Brescia              | Lombardia             |
| Pian di Scò                         | Arezzo               | Toscana               |
| Piana Crixia                        | Savona               | Liguria               |
| Piana degli Albanesi                | Palermo              | Sicilia               |
| Piana di Monte Verna 5150           | Caserta              | Campania              |
| Piancastagnaio                      | Siena                | Toscana               |
| Piancogno                           | Brescia              | Lombardia             |
| Piandimeleto                        | Pesaro e Urbino      | Marche                |
| Piane Crati                         | Cosenza              | Calabria              |
| Pianella                            | Pescara              | Abruzzo               |
| Pianello del Lario                  | Como                 | Lombardia             |
| Pianello Val Tidone                 | Piacenza             | Emilia-Romagna        |
| Pianengo                            | Cremona              | Lombardia             |
| Pianezza                            | Torino               | Piemont               |
| Pianezze 5160                       | Vicenza              | Veneto                |
| Pianfei                             | Cuneo                | Piemont               |
| Pianico                             | Bergamo              | Lombardia             |
| Pianiga                             | Veneția              | Veneto                |
| Piano di Sorrento                   | Napoli               | Campania              |
| Pianopoli                           | Catanzaro            | Calabria              |
| Pianoro                             | Bologna              | Emilia-Romagna        |
| Piansano                            | Viterbo              | Lazio                 |
| Piantedo                            | Sondrio              | Lombardia             |
| Piario                              | Bergamo              | Lombardia             |
| Piasco 5170                         | Cuneo                | Piemont               |
| Piateda                             | Sondrio              | Lombardia             |
| Piatto                              | Biella               | Piemont               |
| Piazza al Serchio                   | Lucca                | Toscana               |
| Piazza Armerina                     | Enna                 | Sicilia               |
| Piazza Brembana                     | Bergamo              | Lombardia             |
| Piazzatorre                         | Bergamo              | Lombardia             |
| Piazzola sul Brenta                 | Padova               | Veneto                |
| Piazzolo                            | Bergamo              | Lombardia             |
| Picciano                            | Pescara              | Abruzzo               |
| Picerno 5180                        | Potenza              | Basilicata            |
| Picinisco                           | Frosinone            | Lazio                 |
| Pico                                | Frosinone            | Lazio                 |
| Piea                                | Asti                 | Piemont               |
| Piedicavallo                        | Biella               | Piemont               |
| Piedimonte Etneo                    | Catania              | Sicilia               |
| Piedimonte Matese                   | Caserta              | Campania              |
| Piedimonte San Germano              | Frosinone            | Lazio                 |
| Piedimulera                         | Verbano-Cusio-Ossola | Piemont               |
| Piegaro                             | Perugia              | Umbria                |
| Pienza 5190                         | Siena                | Toscana               |
| Pieranica                           | Cremona              | Lombardia             |
| Pietra de' Giorgi                   | Pavia                | Lombardia             |
| Pietra Ligure                       | Savona               | Liguria               |
| Pietra Marazzi                      | Alessandria          | Piemont               |
| Pietrabbondante                     | Isernia              | Molise                |
| Pietrabruna                         | Imperia              | Liguria               |
| Pietracamela                        | Teramo               | Abruzzo               |
| Pietracatella                       | Campobasso           | Molise                |
| Pietracupa                          | Campobasso           | Molise                |
| Pietradefusi 5200                   | Avellino             | Campania              |
| Pietraferrazzana                    | Chieti               | Abruzzo               |
| Pietrafitta                         | Cosenza              | Calabria              |
| Pietragalla                         | Potenza              | Basilicata            |
| Pietralunga                         | Perugia              | Umbria                |
| Pietramelara                        | Caserta              | Campania              |
| Pietramontecorvino                  | Foggia               | Puglia                |
| Pietranico                          | Pescara              | Abruzzo               |
| Pietrapaola                         | Cosenza              | Calabria              |
| Pietrapertosa                       | Potenza              | Basilicata            |
| Pietraperzia 5210                   | Enna                 | Sicilia               |
| Pietraporzio                        | Cuneo                | Piemont               |
| Pietraroja                          | Benevento            | Campania              |
| Pietrarubbia                        | Pesaro e Urbino      | Marche                |
| Pietrasanta                         | Lucca                | Toscana               |
| Pietrastornina                      | Avellino             | Campania              |
| Pietravairano                       | Caserta              | Campania              |
| Pietrelcina                         | Benevento            | Campania              |
| Pieve a Nievole                     | Pistoia              | Toscana               |
| Pieve Albignola                     | Pavia                | Lombardia             |
| Pieve d'Alpago 5220                 | Belluno              | Veneto                |
| Pieve d'Olmi                        | Cremona              | Lombardia             |
| Pieve del Cairo                     | Pavia                | Lombardia             |
| Pieve di Bono                       | Trento               | Trentino-Alto Adige   |
| Pieve di Cadore                     | Belluno              | Veneto                |
| Pieve di Cento                      | Bologna              | Emilia-Romagna        |
| Pieve di Coriano                    | Mantova              | Lombardia             |
| Pieve di Soligo                     | Treviso              | Veneto                |
| Pieve di Teco                       | Imperia              | Liguria               |
| Pieve Emanuele                      | Milano               | Lombardia             |
| Pieve Fissiraga 5230                | Lodi                 | Lombardia             |
| Pieve Fosciana                      | Lucca                | Toscana               |
| Pieve Ligure                        | Genova               | Liguria               |
| Pieve Porto Morone                  | Pavia                | Lombardia             |
| Pieve San Giacomo                   | Cremona              | Lombardia             |
| Pieve Santo Stefano                 | Arezzo               | Toscana               |
| Pieve Tesino                        | Trento               | Trentino-Alto Adige   |
| Pieve Torina                        | Macerata             | Marche                |
| Pieve Vergonte                      | Verbano-Cusio-Ossola | Piemont               |
| Pievebovigliana                     | Macerata             | Marche                |
| Pievepelago 5240                    | Modena               | Emilia-Romagna        |
| Piglio                              | Frosinone            | Lazio                 |
| Pigna                               | Imperia              | Liguria               |
| Pignataro Interamna                 | Frosinone            | Lazio                 |
| Pignataro Maggiore                  | Caserta              | Campania              |
| Pignola                             | Potenza              | Basilicata            |
| Pignone                             | Spezia               | Liguria               |
| Pigra                               | Como                 | Lombardia             |
| Pila                                | Vercelli             | Piemont               |
| Pimentel                            | Cagliari             | Sardinia              |
| Pimonte 5250                        | Napoli               | Campania              |
| Pinarolo Po                         | Pavia                | Lombardia             |
| Pinasca                             | Torino               | Piemont               |
| Pincara                             | Rovigo               | Veneto                |
| Pinerolo                            | Torino               | Piemont               |
| Pineto                              | Teramo               | Abruzzo               |
| Pino d'Asti                         | Asti                 | Piemont               |
| Pino sulla Sponda del Lago Maggiore | Varese               | Lombardia             |
| Pino Torinese                       | Torino               | Piemont               |
| Pinzano al Tagliamento              | Pordenone            | Friuli-Veneția Giulia |
| Pinzolo 5260                        | Trento               | Trentino-Alto Adige   |
| Piobbico                            | Pesaro e Urbino      | Marche                |
| Piobesi d'Alba                      | Cuneo                | Piemont               |
| Piobesi Torinese                    | Torino               | Piemont               |
| Piode                               | Vercelli             | Piemont               |
| Pioltello                           | Milano               | Lombardia             |
| Piombino                            | Livorno              | Toscana               |
| Piombino Dese                       | Padova               | Veneto                |
| Pioraco                             | Macerata             | Marche                |
| Piossasco                           | Torino               | Piemont               |
| Piovà Massaia 5270                  | Asti                 | Piemont               |
| Piove di Sacco                      | Padova               | Veneto                |
| Piovene Rocchette                   | Vicenza              | Veneto                |
| Piovera                             | Alessandria          | Piemont               |
| Piozzano                            | Piacenza             | Emilia-Romagna        |
| Piozzo                              | Cuneo                | Piemont               |
| Piraino                             | Messina              | Sicilia               |
| Pisa                                | Pisa                 | Toscana               |
| Pisano                              | Novara               | Piemont               |
| Piscina                             | Torino               | Piemont               |
| Piscinas 5280                       | Carbonia-Iglesias    | Sardinia              |
| Pisciotta                           | Salerno              | Campania              |
| Pisogne                             | Brescia              | Lombardia             |
| Pisoniano                           | Roma                 | Lazio                 |
| Pisticci                            | Matera               | Basilicata            |
| Pistoia                             | Pistoia              | Toscana               |
| Piteglio                            | Pistoia              | Toscana               |
| Pitigliano                          | Grosseto             | Toscana               |
| Piubega                             | Mantova              | Lombardia             |
| Piuro                               | Sondrio              | Lombardia             |
| Piverone 5290                       | Torino               | Piemont               |
| Pizzale                             | Pavia                | Lombardia             |
| Pizzighettone                       | Cremona              | Lombardia             |
| Pizzo                               | Vibo Valentia        | Calabria              |
| Pizzoferrato                        | Chieti               | Abruzzo               |
| Pizzoli                             | L'Aquila             | Abruzzo               |
| Pizzone                             | Isernia              | Molise                |
| Pizzoni                             | Vibo Valentia        | Calabria              |
| Placanica                           | Reggio Calabria      | Calabria              |
| Plataci                             | Cosenza              | Calabria              |
| Platania 5300                       | Catanzaro            | Calabria              |
| Platì                               | Reggio Calabria      | Calabria              |
| Plaus                               | Bolzano              | Trentino-Alto Adige   |
| Plesio                              | Como                 | Lombardia             |
| Ploaghe                             | Sassari              | Sardinia              |
| Plodio                              | Savona               | Liguria               |
| Pocapaglia                          | Cuneo                | Piemont               |
| Pocenia                             | Udine                | Friuli-Veneția Giulia |
| Podenzana                           | Massa-Carrara        | Toscana               |
| Podenzano                           | Piacenza             | Emilia-Romagna        |
| Pofi 5310                           | Frosinone            | Lazio                 |
| Poggiardo                           | Lecce                | Puglia                |
| Poggibonsi                          | Siena                | Toscana               |
| Poggio a Caiano                     | Prato                | Toscana               |
| Poggio Berni                        | Rimini               | Emilia-Romagna        |
| Poggio Bustone                      | Rieti                | Lazio                 |
| Poggio Catino                       | Rieti                | Lazio                 |
| Poggio Imperiale                    | Foggia               | Puglia                |
| Poggio Mirteto                      | Rieti                | Lazio                 |
| Poggio Moiano                       | Rieti                | Lazio                 |
| Poggio Nativo 5320                  | Rieti                | Lazio                 |
| Poggio Picenze                      | L'Aquila             | Abruzzo               |
| Poggio Renatico                     | Ferrara              | Emilia-Romagna        |
| Poggio Rusco                        | Mantova              | Lombardia             |
| Poggio San Lorenzo                  | Rieti                | Lazio                 |
| Poggio San Marcello                 | Ancona               | Marche                |
| Poggio San Vicino                   | Macerata             | Marche                |
| Poggio Sannita                      | Isernia              | Molise                |
| Poggiodomo                          | Perugia              | Umbria                |
| Poggiofiorito                       | Chieti               | Abruzzo               |
| Poggiomarino 5330                   | Napoli               | Campania              |
| Poggioreale                         | Trapani              | Sicilia               |
| Poggiorsini                         | Bari                 | Puglia                |
| Poggiridenti                        | Sondrio              | Lombardia             |
| Pogliano Milanese                   | Milano               | Lombardia             |
| Pognana Lario                       | Como                 | Lombardia             |
| Pognano                             | Bergamo              | Lombardia             |
| Pogno                               | Novara               | Piemont               |
| Poirino                             | Torino               | Piemont               |
| Pojana Maggiore                     | Vicenza              | Veneto                |
| Polaveno 5340                       | Brescia              | Lombardia             |
| Polcenigo                           | Pordenone            | Friuli-Veneția Giulia |
| Polesella                           | Rovigo               | Veneto                |
| Polesine Parmense                   | Parma                | Emilia-Romagna        |
| Poli                                | Roma                 | Lazio                 |
| Polia                               | Vibo Valentia        | Calabria              |
| Policoro                            | Matera               | Basilicata            |
| Polignano a Mare                    | Bari                 | Puglia                |
| Polinago                            | Modena               | Emilia-Romagna        |
| Polino                              | Terni                | Umbria                |
| Polistena 5350                      | Reggio Calabria      | Calabria              |
| Polizzi Generosa                    | Palermo              | Sicilia               |
| Polla                               | Salerno              | Campania              |
| Pollein                             | Aosta                | Valle d'Aosta         |
| Pollena Trocchia                    | Napoli               | Campania              |
| Pollenza                            | Macerata             | Marche                |
| Pollica                             | Salerno              | Campania              |
| Pollina                             | Palermo              | Sicilia               |
| Pollone                             | Biella               | Piemont               |
| Pollutri                            | Chieti               | Abruzzo               |
| Polonghera 5360                     | Cuneo                | Piemont               |
| Polpenazze del Garda                | Brescia              | Lombardia             |
| Polverara                           | Padova               | Veneto                |
| Polverigi                           | Ancona               | Marche                |
| Pomarance                           | Pisa                 | Toscana               |
| Pomaretto                           | Torino               | Piemont               |
| Pomarico                            | Matera               | Basilicata            |
| Pomaro Monferrato                   | Alessandria          | Piemont               |
| Pomarolo                            | Trento               | Trentino-Alto Adige   |
| Pombia                              | Novara               | Piemont               |
| Pomezia 5370                        | Roma                 | Lazio                 |
| Pomigliano d'Arco                   | Napoli               | Campania              |
| Pompei                              | Napoli               | Campania              |
| Pompeiana                           | Imperia              | Liguria               |
| Pompiano                            | Brescia              | Lombardia             |
| Pomponesco                          | Mantova              | Lombardia             |
| Pompu                               | Oristano             | Sardinia              |
| Poncarale                           | Brescia              | Lombardia             |
| Ponderano                           | Biella               | Piemont               |
| Ponna                               | Como                 | Lombardia             |
| Ponsacco 5380                       | Pisa                 | Toscana               |
| Ponso                               | Padova               | Veneto                |
| Pont-Canavese                       | Torino               | Piemont               |
| Pont-Saint-Martin                   | Aosta                | Valle d'Aosta         |
| Pontassieve                         | Florența             | Toscana               |
| Pontboset                           | Aosta                | Valle d'Aosta         |
| Ponte                               | Benevento            | Campania              |
| Ponte Buggianese                    | Pistoia              | Toscana               |
| Ponte dell'Olio                     | Piacenza             | Emilia-Romagna        |
| Ponte di Legno                      | Brescia              | Lombardia             |
| Ponte di Piave 5390                 | Treviso              | Veneto                |
| Ponte Gardena                       | Bolzano              | Trentino-Alto Adige   |
| Ponte in Valtellina                 | Sondrio              | Lombardia             |
| Ponte Lambro                        | Como                 | Lombardia             |
| Ponte nelle Alpi                    | Belluno              | Veneto                |
| Ponte Nizza                         | Pavia                | Lombardia             |
| Ponte Nossa                         | Bergamo              | Lombardia             |
| Ponte San Nicolò                    | Padova               | Veneto                |
| Ponte San Pietro                    | Bergamo              | Lombardia             |
| Pontebba                            | Udine                | Friuli-Veneția Giulia |
| Pontecagnano Faiano 5400            | Salerno              | Campania              |
| Pontecchio Polesine                 | Rovigo               | Veneto                |
| Pontechianale                       | Cuneo                | Piemont               |
| Pontecorvo                          | Frosinone            | Lazio                 |
| Pontecurone                         | Alessandria          | Piemont               |
| Pontedassio                         | Imperia              | Liguria               |
| Pontedera                           | Pisa                 | Toscana               |
| Pontelandolfo                       | Benevento            | Campania              |
| Pontelatone                         | Caserta              | Campania              |
| Pontelongo                          | Padova               | Veneto                |
| Pontenure                           | Piacenza             | Emilia-Romagna        |
| Ponteranica                         | Bergamo              | Lombardia             |
| Pontestura                          | Alessandria          | Piemont               |
| Pontevico                           | Brescia              | Lombardia             |
| Pontey                              | Aosta                | Valle d'Aosta         |
| Ponti                               | Alessandria          | Piemont               |
| Ponti sul Mincio                    | Mantova              | Lombardia             |
| Pontida                             | Bergamo              | Lombardia             |
| Pontinia                            | Latina               | Lazio                 |
| Pontinvrea                          | Savona               | Liguria               |
| Pontirolo Nuovo                     | Bergamo              | Lombardia             |
| Pontoglio                           | Brescia              | Lombardia             |
| Pontremoli                          | Massa-Carrara        | Toscana               |
| Ponza                               | Latina               | Lazio                 |
| Ponzano di Fermo                    | Fermo                | Marche                |
| Ponzano Monferrato                  | Alessandria          | Piemont               |
| Ponzano Romano                      | Roma                 | Lazio                 |
| Ponzano Veneto                      | Treviso              | Veneto                |
| Ponzone                             | Alessandria          | Piemont               |
| Popoli                              | Pescara              | Abruzzo               |
| Poppi                               | Arezzo               | Toscana               |
| Porano                              | Terni                | Umbria                |
| Porcari                             | Lucca                | Toscana               |
| Porcia                              | Pordenone            | Friuli-Veneția Giulia |
| Pordenone                           | Pordenone            | Friuli-Veneția Giulia |
| Porlezza                            | Como                 | Lombardia             |
| Pornassio                           | Imperia              | Liguria               |
| Porpetto                            | Udine                | Friuli-Veneția Giulia |
| Porretta Terme                      | Bologna              | Emilia-Romagna        |
| Portacomaro                         | Asti                 | Piemont               |
| Portalbera                          | Pavia                | Lombardia             |
| Porte                               | Torino               | Piemont               |
| Portici                             | Napoli               | Campania              |
| Portico di Caserta                  | Caserta              | Campania              |
| Portico e San Benedetto             | Forlì-Cesena         | Emilia-Romagna        |
| Portigliola                         | Reggio Calabria      | Calabria              |
| Porto Azzurro                       | Livorno              | Toscana               |
| Porto Ceresio                       | Varese               | Lombardia             |
| Porto Cesareo                       | Lecce                | Puglia                |
| Porto Empedocle                     | Agrigento            | Sicilia               |
| Porto Mantovano                     | Mantova              | Lombardia             |
| Porto Recanati                      | Macerata             | Marche                |
| Porto San Giorgio                   | Fermo                | Marche                |
| Porto Sant'Elpidio                  | Fermo                | Marche                |
| Porto Tolle                         | Rovigo               | Veneto                |
| Porto Torres                        | Sassari              | Sardinia              |
| Porto Valtravaglia                  | Varese               | Lombardia             |
| Porto Venere                        | Spezia               | Liguria               |
| Porto Viro                          | Rovigo               | Veneto                |
| Portobuffolé                        | Treviso              | Veneto                |
| Portocannone                        | Campobasso           | Molise                |
| Portoferraio                        | Livorno              | Toscana               |
| Portofino                           | Genova               | Liguria               |
| Portogruaro                         | Veneția              | Veneto                |
| Portomaggiore                       | Ferrara              | Emilia-Romagna        |
| Portopalo di Capo Passero           | Siracusa             | Sicilia               |
| Portoscuso                          | Carbonia-Iglesias    | Sardinia              |
| Portula                             | Biella               | Piemont               |
| Posada                              | Nuoro                | Sardinia              |
| Posina                              | Vicenza              | Veneto                |
| Positano                            | Salerno              | Campania              |
| Possagno                            | Treviso              | Veneto                |
| Posta                               | Rieti                | Lazio                 |
| Posta Fibreno                       | Frosinone            | Lazio                 |
| Postal                              | Bolzano              | Trentino-Alto Adige   |
| Postalesio                          | Sondrio              | Lombardia             |
| Postiglione                         | Salerno              | Campania              |
| Postua                              | Vercelli             | Piemont               |
| Potenza                             | Potenza              | Basilicata            |
| Potenza Picena                      | Macerata             | Marche                |
| Pove del Grappa                     | Vicenza              | Veneto                |
| Povegliano                          | Treviso              | Veneto                |
| Povegliano Veronese                 | Verona               | Veneto                |
| Poviglio                            | Reggio Emilia        | Emilia-Romagna        |
| Povoletto                           | Udine                | Friuli-Veneția Giulia |
| Pozza di Fassa                      | Trento               | Trentino-Alto Adige   |
| Pozzaglia Sabina                    | Rieti                | Lazio                 |
| Pozzaglio ed Uniti                  | Cremona              | Lombardia             |
| Pozzallo                            | Ragusa               | Sicilia               |
| Pozzilli                            | Isernia              | Molise                |
| Pozzo d'Adda                        | Milano               | Lombardia             |
| Pozzol Groppo                       | Alessandria          | Piemont               |
| Pozzolengo                          | Brescia              | Lombardia             |
| Pozzoleone                          | Vicenza              | Veneto                |
| Pozzolo Formigaro                   | Alessandria          | Piemont               |
| Pozzomaggiore                       | Sassari              | Sardinia              |
| Pozzonovo                           | Padova               | Veneto                |
| Pozzuoli                            | Napoli               | Campania              |
| Pozzuolo del Friuli                 | Udine                | Friuli-Veneția Giulia |
| Pozzuolo Martesana                  | Milano               | Lombardia             |
| Pradalunga                          | Bergamo              | Lombardia             |
| Pradamano                           | Udine                | Friuli-Veneția Giulia |
| Pradleves                           | Cuneo                | Piemont               |
| Pragelato                           | Torino               | Piemont               |
| Praia a Mare                        | Cosenza              | Calabria              |
| Praiano                             | Salerno              | Campania              |
| Pralboino                           | Brescia              | Lombardia             |
| Prali                               | Torino               | Piemont               |
| Pralormo                            | Torino               | Piemont               |
| Pralungo                            | Biella               | Piemont               |
| Pramaggiore                         | Veneția              | Veneto                |
| Pramollo                            | Torino               | Piemont               |
| Prarolo                             | Vercelli             | Piemont               |
| Prarostino                          | Torino               | Piemont               |
| Prasco                              | Alessandria          | Piemont               |
| Prascorsano                         | Torino               | Piemont               |
| Praso                               | Trento               | Trentino-Alto Adige   |
| Prata Camportaccio                  | Sondrio              | Lombardia             |
| Prata d'Ansidonia                   | L'Aquila             | Abruzzo               |
| Prata di Pordenone                  | Pordenone            | Friuli-Veneția Giulia |
| Prata di Principato Ultra           | Avellino             | Campania              |
| Prata Sannita                       | Caserta              | Campania              |
| Pratella                            | Caserta              | Campania              |
| Pratiglione                         | Torino               | Piemont               |
| Prato                               | Prato                | Toscana               |
| Prato allo Stelvio                  | Bolzano              | Trentino-Alto Adige   |
| Prato Carnico                       | Udine                | Friuli-Veneția Giulia |
| Prato Sesia                         | Novara               | Piemont               |
| Pratola Peligna                     | L'Aquila             | Abruzzo               |
| Pratola Serra                       | Avellino             | Campania              |
| Pratovecchio                        | Arezzo               | Toscana               |
| Pravisdomini                        | Pordenone            | Friuli-Veneția Giulia |
| Pray                                | Biella               | Piemont               |
| Prazzo                              | Cuneo                | Piemont               |
| Pré-Saint-Didier                    | Aosta                | Valle d'Aosta         |
| Precenicco                          | Udine                | Friuli-Veneția Giulia |
| Preci                               | Perugia              | Umbria                |
| Predappio                           | Forlì-Cesena         | Emilia-Romagna        |
| Predazzo                            | Trento               | Trentino-Alto Adige   |
| Predoi                              | Bolzano              | Trentino-Alto Adige   |
| Predore                             | Bergamo              | Lombardia             |
| Predosa                             | Alessandria          | Piemont               |
| Preganziol                          | Treviso              | Veneto                |
| Pregnana Milanese                   | Milano               | Lombardia             |
| Prelà                               | Imperia              | Liguria               |
| Premana                             | Lecco                | Lombardia             |
| Premariacco                         | Udine                | Friuli-Veneția Giulia |
| Premeno                             | Verbano-Cusio-Ossola | Piemont               |
| Premia                              | Verbano-Cusio-Ossola | Piemont               |
| Premilcuore                         | Forlì-Cesena         | Emilia-Romagna        |
| Premolo                             | Bergamo              | Lombardia             |
| Premosello-Chiovenda                | Verbano-Cusio-Ossola | Piemont               |
| Preone                              | Udine                | Friuli-Veneția Giulia |
| Preore                              | Trento               | Trentino-Alto Adige   |
| Prepotto                            | Udine                | Friuli-Veneția Giulia |
| Preseglie                           | Brescia              | Lombardia             |
| Presenzano                          | Caserta              | Campania              |
| Presezzo                            | Bergamo              | Lombardia             |
| Presicce                            | Lecce                | Puglia                |
| Pressana                            | Verona               | Veneto                |
| Prestine                            | Brescia              | Lombardia             |
| Pretoro                             | Chieti               | Abruzzo               |
| Prevalle                            | Brescia              | Lombardia             |
| Prezza                              | L'Aquila             | Abruzzo               |
| Prezzo                              | Trento               | Trentino-Alto Adige   |
| Priero                              | Cuneo                | Piemont               |
| Prignano Cilento                    | Salerno              | Campania              |
| Prignano sulla Secchia              | Modena               | Emilia-Romagna        |
| Primaluna                           | Lecco                | Lombardia             |
| Priocca                             | Cuneo                | Piemont               |
| Priola                              | Cuneo                | Piemont               |
| Priolo Gargallo                     | Siracusa             | Sicilia               |
| Priverno                            | Latina               | Lazio                 |
| Prizzi                              | Palermo              | Sicilia               |
| Proceno                             | Viterbo              | Lazio                 |
| Procida                             | Napoli               | Campania              |
| Propata                             | Genova               | Liguria               |
| Proserpio                           | Como                 | Lombardia             |
| Prossedi                            | Latina               | Lazio                 |
| Provaglio d'Iseo                    | Brescia              | Lombardia             |
| Provaglio Val Sabbia                | Brescia              | Lombardia             |
| Proves                              | Bolzano              | Trentino-Alto Adige   |
| Provvidenti                         | Campobasso           | Molise                |
| Prunetto                            | Cuneo                | Piemont               |
| Puegnago del Garda                  | Brescia              | Lombardia             |
| Puglianello                         | Benevento            | Campania              |
| Pula                                | Cagliari             | Sardinia              |
| Pulfero                             | Udine                | Friuli-Veneția Giulia |
| Pulsano                             | Taranto              | Puglia                |
| Pumenengo                           | Bergamo              | Lombardia             |
| Puos d'Alpago                       | Belluno              | Veneto                |
| Pusiano                             | Como                 | Lombardia             |
| Putifigari                          | Sassari              | Sardinia              |
| Putignano                           | Bari                 | Puglia                |